# Filippo Pacini
Filippo Pacini (25. května 1812 Pistoia – 9. června 1883, Florencie) byl italský anatom, posmrtně známý jako první člověk, který roku 1854 izoloval původce cholery - Vibrio cholerae. Stalo se tak o 30 let dříve, než se totéž podařilo Robertu Kochovi, který je dnes všeobecně chybně považovaný za jeho objevitele.

## Život
Narodil se ve skromné rodině, ale dostal náboženské vzdělání v naději na biskupský titul, avšak roku 1830 dostal stipendium na zdravotnickou školu, kde se učil lékařem.
Během několika let se stala jeho práce známou v celé Evropě. V letech 1840-1843 působil jako asistent geologa a ornitologa Paolo Savi v Pise a pak pracoval v Ústavu anatomie člověka, v roce 1847 Pacini začal učit na gymnáziu ve Florencii. Roku 1849 se stal předsedou "Istituto di Studi Superiori" na univerzitě ve Florencii. Tam setrval do konce své kariéry. Během ní Pacini publikoval několik studií například o sítnici lidského oka, o elektrických orgánech elektrických ryb, struktuře kostí a mechanice dýchání.
Když se v letech 1845-1846 přehnala Florencií pandemie cholery, začal se jí zabývat a roku 1854 ji popsal. Vzhledem k převládající teorii o miasmatech práce nebyla uznávána mnoho let po jeho smrti. Nikdy se neoženil, většinu peněz, které vydělal za své vědecké kariéry, utratil za péči o své dvě churavějící sestry a 9. července 1883 zemřel takřka bez peněz ve Florencii. Roku 1935 byly jeho ostatky přeneseny do kostela Santa Maria delle Grazie spolu s ostatky dvou dalších významných anatomů (Atto Tigri, Filippo Civinini).